# Universul
Universul (deutsch: Das Universum) war Rumäniens erste auf breite Leserschaft ausgerichtete Tageszeitung.
Die Zeitung wurde am 20. August 1884 vom italienischen Journalisten Luigi Cazzavillan gegründet. Laut Selbstbeschreibung unabhängig und politisch, war sie nach modernen publizistischen Grundsätzen gegliedert und richtete sich an die einfache Bevölkerung. So war die Sprache bewusst einfach, und sie hatte „Kurz gemeldet“-Rubriken. Die Zeitung verkaufte bis zu 80.000 Exemplare und wurde Marktführer unter den rumänischen Massenmedien.
1903 übernahm Cazzavillans Witwe Theodora Cazzavillan die Zeitung, 1909 deren neuer Gemahl Dimitrescu Campina. 1916–1943 hatte Stelian Popescu die Leitung inne.
Universul existierte bis 1953.